# شعب زاحف
شعب زاحف  هو فيلم وثائقي جزائري صدر سنة 1963.

## ملخص الفيلم
في عام 1962، نظم رينيه فوتييه، مع بعض الأصدقاء الجزائريين، مركز تكوين السمعي البصري لتشجيع «حوار حول صور» بين الطرفين. تم تحرير الفيلم من تلك التجربة، ولكن الشرطة الفرنسية دمرته جزئيا. الصور التي تم حفظها تمثل وثيقة تاريخية لم يسبق لها مثيل: يصور ثورة التحرير الجزائرية وتاريخ جيش التحرير الوطني، فضلا عن إظهار الحياة بعد حرب التحرير، ولا سيما إعادة إعمار المدن والريف بعد الاستقلال.

## روابط خارجية
- شعب زاحف على موقع IMDb (الإنجليزية)
- شعب زاحف على موقع ألو سيني (الفرنسية)
- شعب زاحف على موقع قاعدة بيانات الفيلم (الإنجليزية)
- شعب زاحف على موقع ليتربوكسد (الإنجليزية)
- شعب زاحف على موقع كينوبويسك (الروسية)